# Scott H. Reiniger
Scott Hale Reiniger, Jr., principe di Ghowr (White Plains, 5 settembre 1948), è un attore statunitense.

## Biografia
Reiniger è nato a White Plains, nello stato di New York. Si è diplomato al Rollins College di Winter Park in arti teatrali.
È noto soprattutto per avere interpretato nel 1978 Roger, uno dei protagonisti del film Zombi, secondo capitolo della serie di pellicole sui morti viventi del regista George A. Romero.
In seguitò ebbe una piccola parte nel film Knightriders - I cavalieri dello stesso regista e nel 2004 ha fatto un cameo nel remake di Zombi del regista Zack Snyder. 
Ha lavorato come regista di spettacoli teatrali e televisivi. Al 2017 è insegnante all'Accademia americana di arti drammatiche a Hollywood.

## Filmografia
- Danny, regia di Gene Feldman (1977)
- Zombi, regia di George A. Romero (1978)
- Knightriders - I cavalieri, regia di George A. Romero (1981)
- L'alba dei morti viventi, regia di Zack Snyder (2004)

## Doppiatori italiani
Scott H. Reiniger è stato doppiato da:
- Manlio De Angelis in Zombi